# Ett möte i natten
Ett möte i natten (tyska: Die große Liebe) är en nazitysk propagandafilm, maskerad som romantisk dramafilm, från 1942 i regi av Rolf Hansen. Denna film blev den publikmässigt överlägset framgångsrikaste som gjordes i Nazityskland, mycket tack vare den omåttligt populära Zarah Leander i huvudrollen. Filmen propagerar starkt för att kärleken mellan två människor och individens lycka, i detta fall en tysk kvinna och tysk pilot, i alla lägen måste stå tillbaka för rikets "större intressen". Filmen framför också nationalsocialismens ideal av kvinnligt och manligt. Filmen bannlystes av Allierade kontrollrådet efter krigsslutet 1945 och fick inte visas förrän 1963.
I filmen framför Zarah Leander bland annat "Davon geht die Welt nicht unter" och "Ich weiß, es wird einmal ein Wunder gescheh'n"

## Rollista
- Zarah Leander – Hanna Holberg
- Grethe Weiser – Kaethe
- Viktor Staal – Paul Wendlandt, oberleutnant
- Paul Hörbiger – Alexander Rudnitzky
- Wolfgang Preiss – von Etzdorf
- Hans Schwarz Jr. – Alfred Vanloo
- Victor Janson – Mocelli
- Leopold von Ledebur – Herr Westphal
- Julia Serda – Frau Westphal
- Paul Bildt – servitör
- Erich Dunskus
- Olga Engl
- Karl Etlinger